# Mossega hyalina
Mossega hyalina är en insektsart som beskrevs av Banks 1939. Mossega hyalina ingår i släktet Mossega och familjen myrlejonsländor. Inga underarter finns listade i Catalogue of Life.